# Clerodendrum bipindense
Espèce
Clerodendrum bipindense est une espèce de lianes de la famille des Verbenaceae. Elle pousse en Afrique tropicale de l’ouest et plus particulièrement au Cameroun.

## Description

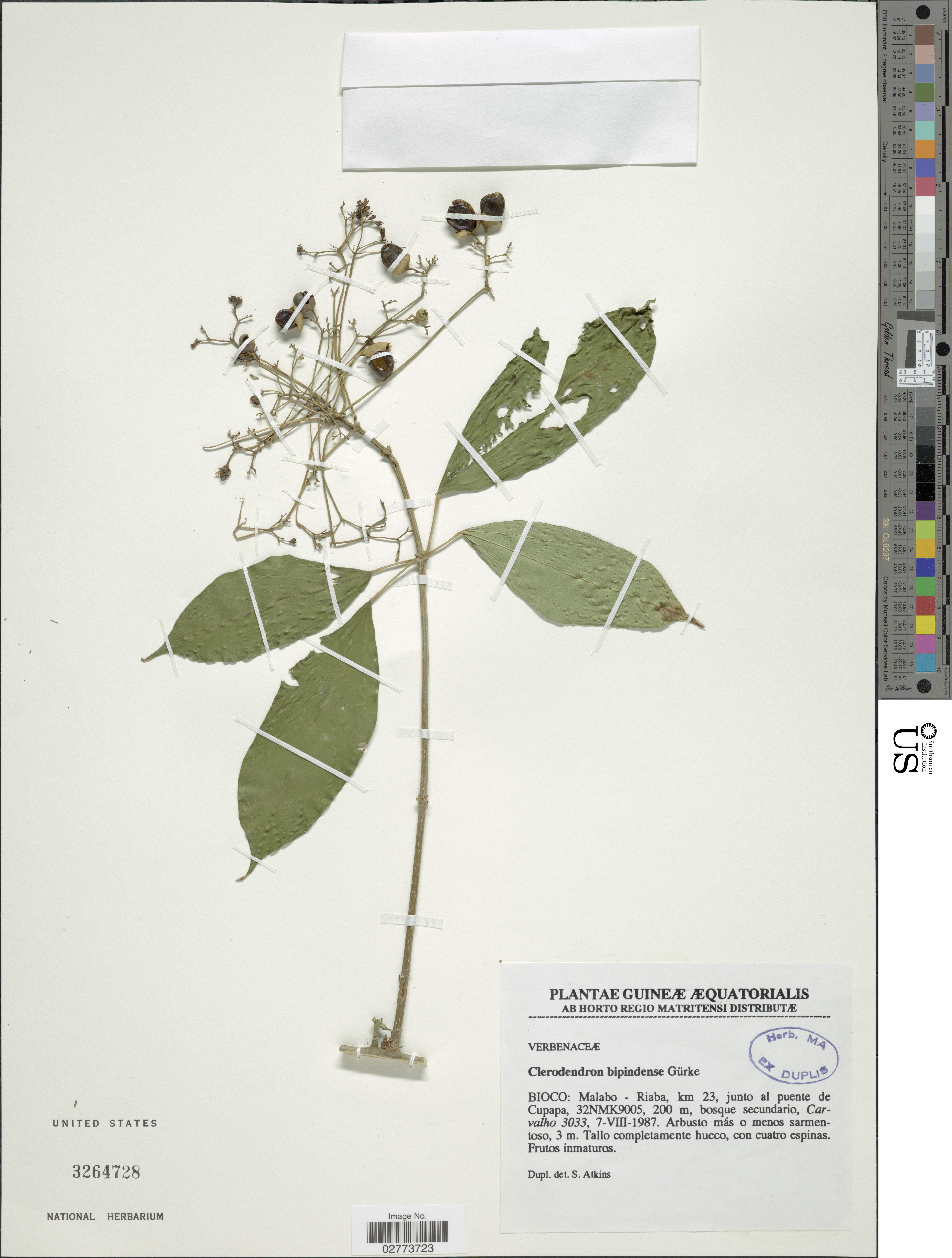
Spécimen collecté en 1987 sur l'île de Bioko en Guinée équatoriale.

C'est une liane fine pouvant atteindre 6 mètres de hauteur avec de très amples inflorescences multi-branches apparaissant dans les parties sans feuille des tiges près du sol.
Les fleurs sont de couleur jaune ou crème.

## Nomenclature
L'épithète spécifique bipindense évoque la localité camerounaise de Bipindi où cette espèce a été récoltée.